# Centro informazioni geotopografiche aeronautiche
Il Centro informazioni geotopografiche aeronautiche è un ente dell'Aeronautica militare italiana. Assicura il supporto alle operazioni aeree attraverso la produzione, l’elaborazione e la disseminazione delle informazioni geotopografiche, aeronautiche e dei dati immagine

## Storia
Nel 1941 per la necessità di conoscere l'ambiente in cui operava, le caratteristiche morfologiche del territorio e le informazioni relative agli spazi aerei, venne creata, in seno allo Stato maggiore dell'Aeronautica militare italiana, la "Sezione fotocartografica".
A metà degli anni settanta, si evidenziò la necessità di un ente totalmente dedicato al settore della cartografia: il 15 febbraio 1976 fu istituito il "Centro informazioni geotopografiche aeronautiche" (CIGA), con sede presso l'Aeroporto di Pratica di Mare e con l'obiettivo di "assicurare il supporto alle operazioni aeree attraverso la produzione e la diffusione delle informazioni geotopografiche e delle informazioni aeronautiche, promuovendo lo sviluppo tecnico e scientifico nel relativo settore". 
Nel 2000 il centro venne dichiarato "organo cartografico dello stato".
L'ente mantiene accordi di cooperazione con enti omologhi italiani e stranieri per lo scambio di prodotti e servizi e partecipa a diversi gruppi di lavoro, alcuni dei quali in ambito NATO. Contribuisce dal punto di vista militare ad esercitazioni in patria e alle operazioni fuori dai confini nazionali e collabora con il dipartimento di Protezione Civile per la raccolta e l'elaborazione di dati aerofotogrammetrici di particolari aree a rischio.
Il centro è membro dell'"Associazione scientifica per le informazioni territoriali e ambientali" (ASITA) e collabora con l'Università degli studi di Roma "La Sapienza" (Dipartimento di geografia umana) per stage per gli studenti.
Dal 1º dicembre 2013 il CIGA è transitato alle dipendenze della neocostituita 9ª Brigata aerea ISTAR-EW.